# Canon EF 135mm-objectief
De Canon EF 135mm is een familie van medium teleobjectieven gemaakt door de Japanse fabrikant Canon. Deze objectieven zijn voorzien van een EF-lensvatting waarmee ze geschikt zijn voor de EOS-lijn van de fabrikant. Tot op heden zijn er twee varianten van dit objectief op de markt gebracht.

## EF 135mmf/2L USM
De Canon EF 135mm f/2L USM is een professioneel objectief dat voornamelijk wordt gebruikt voor portretfotografie en indoor sportfotografie. Met een maximaal diafragma van f/2 is dit objectief ook goed te gebruiken in situaties met beperkt licht. Een van de kenmerkende eigenschappen van dit objectief is dat de scherpte zeer goed behouden blijft, ook wanneer gebruikt bij het grootste diafragma.

## EF 135mmf/2.8 with Softfocus
De EF 135mm f/2.8 with Softfocus is een softfocus-objectief, de enige uit de Canon EF-serie. Deze functie geeft de gebruiker de mogelijkheid om het beeld opzettelijk onscherp te maken. De schakelaar op de zijkant heeft drie standen. In stand '0' werkt het objectief als een gewoon 135mm-objectief terwijl stand '1' en '2' verschillende sterktes van softfocus activeren. Dit objectief is inmiddels meer dan 25 jaar op de markt en is niet voorzien van een USM-motor.

## Specificaties
| Naam                        | f/2L USM                 | f/2.8 with Softfocus    |
| --------------------------- | ------------------------ | ----------------------- |
| Afbeelding                  |                          |                         |
| Belangrijkste eigenschappen |                          |                         |
| Beeldstabilisatie           | Nee                      | Nee                     |
| Weerbestendig               | Ja                       | Nee                     |
| Ultrasonic Motor (USM)      | Ja                       | Nee                     |
| L-objectief                 | Ja                       | Nee                     |
| Diffractieve optica         | Nee                      | Nee                     |
| Macro                       | Nee                      | Nee                     |
| Technische eigenschappen    |                          |                         |
| Brandpuntsafstand           | 135 mm                   | 135 mm                  |
| Diafragma (max-min)         | f/2-f/32                 | f/2.8-f/32              |
| Opbouw                      | 8 groepen / 10 elementen | 6 groepen / 7 elementen |
| Diafragmalamellen           | 8                        | 6                       |
| Minimale scherpstelafstand  | 0,9 m                    | 1,3 m                   |
| Maximale vergroting         | 0,19x                    | 0,12x                   |
| Horizontale beeldhoek       | 15°                      | 15°                     |
| Diagonale beeldhoek         | 18°                      | 18°                     |
| Verticale beeldhoek         | 10°                      | 10°                     |
| Fysieke eigenschappen       |                          |                         |
| Gewicht                     | 750 g                    | 390 g                   |
| Maximale diameter           | 82,5 mm                  | 69,2 mm                 |
| Lengte                      | 112 mm                   | 98,4 mm                 |
| Filterdiameter              | 72 mm                    | 52 mm                   |
| Accessoires                 |                          |                         |
| Kap                         | ET-78II                  | ET-65III                |
| Verkoopinformatie           |                          |                         |
| Introductie                 | april 1996               | oktober 1987            |
| Momenteel in productie?     | Ja                       | Ja                      |